# Kartorp och Rolstorp
Kartorp och Rolstorp is een plaats in de gemeente Ronneby in het landschap Blekinge en de provincie Blekinge län in Zweden. De plaats heeft 141 inwoners (2005) en een oppervlakte van 28 hectare.